# Città di Tea Tree Gully
La città di Tea Tree Gully è una Local Government Area che si trova in Australia Meridionale. Essa si estende su una superficie di 95,21 chilometri quadrati e ha una popolazione di 100.155 abitanti. La sede del consiglio si trova a Modbury.